# Repülővágány
A repülővágány olyan vasúti vágány, melynek nyomvonalát időnként megváltoztatják.

## Normál nyomtávolságú vasutaknál
Normál nyomtávolságú vasutaknál a repülővágányokat ma már csak ritkán alkalmazzák. Elterjedésük sosem közelítette meg a keskeny nyomtávolságú vasutaknál tapasztalható mértéket.
Olyan rakodóvágánynál használják a repülővágányokat, ahol az alkalmazott technológia miatt a rakodási hely folyamatosan változik. Ilyen helyek lehetnek a különféle külszíni bányák és depóniák (pl. kavicsbánya).

## Keskeny nyomtávolságú vasutaknál

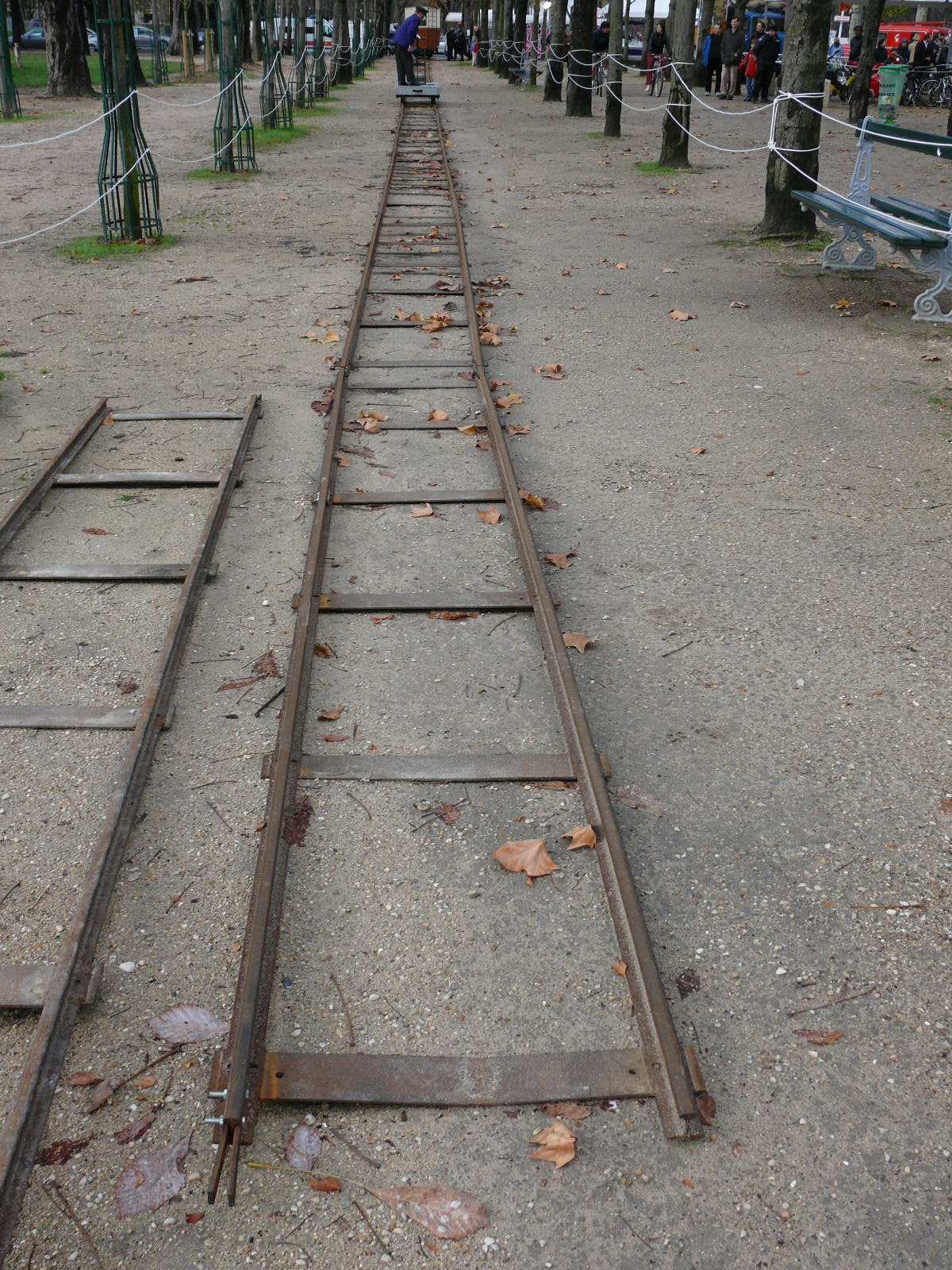
Decauville-féle 600 mm-es nyomtávolságú repülővágány

A keskeny nyomtávolságú vasutaknál, vagy kisvasutaknál a repülővágányokat a kezdetektől fogva nagy vágányhosszban alkalmazzák. Egy francia feltaláló, Paul Decauville mutatott rá először a repülővágányok gazdasági jelentőségére. A 400 mm-es nyomtávolságú uradalmi vasútja nagy segítséget jelentett a termények betakarításánál.
Manapság nem találkozhatunk a repülővágányos betakarítás módszerével, viszont téglagyárak agyagbányáiban még mindig gyakran áthelyezik a kisvasúti pályát, együtt haladva a fejtéssel.

### Mezőgazdaságban
A gazdasági vasutaknál különös tekintettel a cukorrépára jelentett nagy segítséget a repülővágány, amit gyakran sáros időben kell betakarítani. A vasúti vágányokat egyszerűen a föld felszínére fektették, és elvezették a betakarítás helyéig. A vasúti pálya jól elosztja a járművek súlyát, így azok nem süllyedtek el a sárban. A repülővágányok ily módon gyakran egészítették ki az állandó hálózatot. Elterjedt volt a használatuk a földművelésben és a fakitermelésben egyaránt.

### Bányáknál
A repülővágányokat a külszíni bányákhoz tartozó iparvasutaknál alkalmazzák. Ilyenek például a téglagyári vasutak, amik az agyagbányától egy darabon repülővágányokon futnak, hogy követni tudják a  bányagép mozgását. Előfordul a használatuk mélyművelésű bányák osztályozóinál is, mert ezek segítségével a meddős csillékből a meddőkőzetet a meddőhányó fokozatosan növekvő területén, a repülővágány át- és áthelyezésével újabb és újabb helyeken tudják leüríteni.

### A hadseregben
A francia hadsereg 1888-tól kezdődően érdeklődött Paul Decauville vasútja iránt, és Decauville pályát használtak a madagaszkári és marokkói katonai expedíciókhoz is. Ezeknek a vasutaknak a célja a lőszerszállítás és az erődítmények ellátása volt. (Ilyen célra használt vasút maradványai a mai napig megtalálhatóak a komáromi várban.) Az első világháborúra a Decauville-rendszer katonai szabvány lett és a franciák és az angolok végül több ezer mérföld pályát fektettek le. A németeknek is hasonló rendszerük volt, szabványosított járműparkkal.

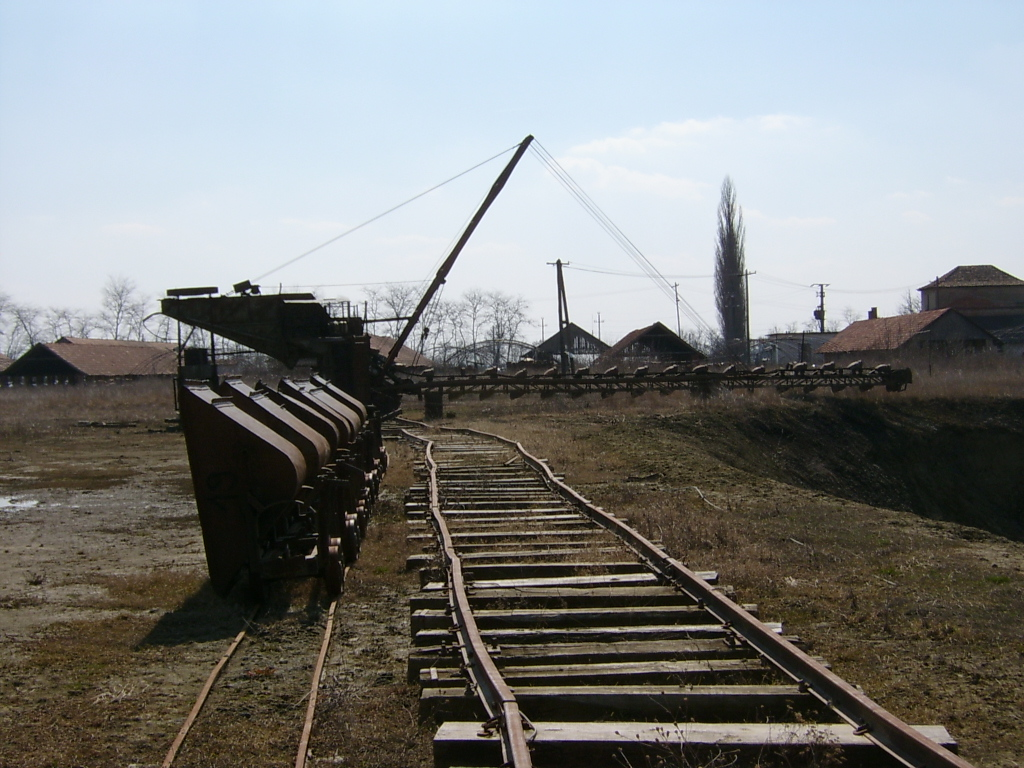
Téglagyári bányagép (báger) normál nyomtávolságú repülővágányon, mellette csillék 500 mm-es nyomtávolságú repülővágányon a békési téglagyárban

## Egyéb berendezéseknél
Repülővágányokat nemcsak vasútüzemeknél használnak, hanem különféle sínen mozgatható gépek pályájához is. Ilyenek lehetnek az építkezéseknél használt daruk, bányákban használt kotrógépek.